# Cars on the Road
Cars on the Road è una serie animata statunitense del 2022.
Parte del franchise Cars, la serie è stata interamente pubblicata l'8 settembre 2022 su Disney+.

## Trama
Saetta McQueen e Cricchetto intraprendono un viaggio che li condurrà dall'altra parte degli Stati Uniti per il matrimonio della sorella di quest'ultimo: sulla strada incontreranno vecchie conoscenze e anche qualche nuovo amico.

## Episodi
| Stagione       | Episodi | Pubblicazione originale | Pubblicazione in italiano |
| -------------- | ------- | ----------------------- | ------------------------- |
| Prima stagione | 9       | 2022                    | 2022                      |

## Distribuzione
Cars on the Road è stato presentato in anteprima l'8 settembre 2022 su Disney+, nell'ambito del Disney+ Day ed è composto da nove episodi.

### Marketing
Il trailer ufficiale è stato pubblicato dal canale YouTube dalla Pixar il 1º agosto 2022. Per promuovere l'uscita della serie, McDonald's ha lanciato la sua campagna promozionale includendo uno degli otto giocattoli gratuitamente con l'acquisto di un Happy Meal.

## Accoglienza

### Critica
Sul sito web aggregatore di recensioni Rotten Tomatoes, la serie detiene un indice di gradimento del 92%, con una valutazione media di 7,00/10 basata su 13 recensioni.
Joel Keller di Decider ha trovato la serie un classico viaggio tra amici, elogiando l'umorismo e il modo in cui lo spettacolo parodia la cultura pop, applaudendo le performance dei doppiatori, citando la dinamica tra Owen Wilson e Larry the Cable Guy. Polly Conway di Common Sense Media ha valutato la serie con 4 stelle su 5, ha elogiato la rappresentazione di messaggi positivi e modelli di ruolo, citando amicizia e scoperta, trovando la serie divertente grazie al suo umorismo e adatta alle famiglie.

## Riconoscimenti
Christopher Foreman, Elana Lederman, John Lockwood, Jae Jun Yi e Justin Ritter sono stati nominati per il cortometraggio "Road Rumblers" nella categoria Miglior risultato per gli effetti animati in una produzione televisiva/trasmessa animata ai 50th Annie Awards.